# Aurică Popescu
Aurică Popescu (n. 4 octombrie 1955) este un fost senator român în legislatura 1990-1992 ales în județul Gorj pe listele partidului FSN. În cadrul activității sale parlamentare, senatorul Aurică Popescu a fost membru în grupul parlamentar de prietenie cu Republica Elenă.